# Подсосенье (Рыбинский район)
Подсосенье — деревня в Михайловском сельском округе Волжского сельского поселения Рыбинского района Ярославской области .
Деревня расположена на автомобильной дороге, идущей от центра сельского округа Михайловского на Александрову Пустынь, между деревнями Котлово (в сторону Михайловского) и Левино (в сторону Александровой Пустыни). Деревня стоит на левом берегу реки Иоды, протекающей с северо-восточной стороны деревни. Поблизости от Подсосенья на расстоянии около 700 м к северо-западу по разным сторонам от автомобильной дороги стоят две деревни: на берегу Иоды, к северо-востоку от дороги — Николо-Задубровье, а с другой стороны дороги, на удалении от реки — Якшино. К западу и югу от Якшино и Подсосенья — обширный лесной заболоченный массив, разделяющий долины реки Черёмухи и её притока Иода, часть этого массива в западном направлении занята Чудиновским болотом .
Деревня Подсосенье указана на плане Генерального межевания Рыбинского уезда 1792 года,
На 1 января 2007 года в деревне числилось 7 постоянных жителей . Почтовое отделение, находящееся в деревне Семенники, обслуживает в Подсосенье 10 домов .